# Bourg-et-Comin
Bourg-et-Comin és un municipi francès situat al departament de l'Aisne i a la regió dels Alts de França. L'any 2007 tenia 738 habitants.

## Demografia

### Població
El 2007 la població de fet de Bourg-et-Comin era de 738 persones. Hi havia 244 famílies de les quals 56 eren unipersonals (20 homes vivint sols i 36 dones vivint soles), 68 parelles sense fills, 112 parelles amb fills i 8 famílies monoparentals amb fills.
La població ha evolucionat segons el següent gràfic:
Habitants censats

### Habitatges
El 2007 hi havia 282 habitatges, 245 eren l'habitatge principal de la família, 24 eren segones residències i 13 estaven desocupats. 269 eren cases i 13 eren apartaments. Dels 245 habitatges principals, 192 estaven ocupats pels seus propietaris, 49 estaven llogats i ocupats pels llogaters i 4 estaven cedits a títol gratuït; 3 tenien una cambra, 9 en tenien dues, 54 en tenien tres, 76 en tenien quatre i 103 en tenien cinc o més. 198 habitatges disposaven pel capbaix d'una plaça de pàrquing. A 125 habitatges hi havia un automòbil i a 93 n'hi havia dos o més.

### Piràmide de població
La piràmide de població per edats i sexe el 2009 era:
| Homes | Edats   | Dones |
| ----- | ------- | ----- |
| 0     | 95 o +  | 8     |
| 0     | 90 a 94 | 12    |
| 20    | 85 a 89 | 16    |
| 4     | 80 a 84 | 12    |
| 12    | 75 a 79 | 20    |
| 24    | 70 a 74 | 4     |
| 20    | 65 a 69 | 24    |
| 20    | 60 a 64 | 28    |
| 8     | 55 a 59 | 28    |
| 32    | 50 a 54 | 28    |
| 32    | 45 a 49 | 8     |
| 20    | 40 a 44 | 20    |
| 12    | 35 a 39 | 24    |
| 16    | 30 a 34 | 12    |
| 12    | 25 a 29 | 28    |
| 12    | 20 a 24 | 8     |
| 36    | 15 a 19 | 4     |
| 16    | 10 a 14 | 16    |
| 24    | 5 a 9   | 20    |
| 8     | 0 a 4   | 36    |

## Economia
El 2007 la població en edat de treballar era de 409 persones, 283 eren actives i 126 eren inactives. De les 283 persones actives 260 estaven ocupades (141 homes i 119 dones) i 23 estaven aturades (13 homes i 10 dones). De les 126 persones inactives 41 estaven jubilades, 37 estaven estudiant i 48 estaven classificades com a «altres inactius».

### Ingressos
El 2009 a Bourg-et-Comin hi havia 248 unitats fiscals que integraven 649,5 persones, la mediana anual d'ingressos fiscals per persona era de 15.228 €.

### Activitats econòmiques
Dels 34 establiments que hi havia el 2007, 1 era d'una empresa extractiva, 1 d'una empresa alimentària, 1 d'una empresa de fabricació de material elèctric, 4 d'empreses de construcció, 5 d'empreses de comerç i reparació d'automòbils, 2 d'empreses de transport, 4 d'empreses d'hostatgeria i restauració, 1 d'una empresa d'informació i comunicació, 4 d'empreses immobiliàries, 3 d'empreses de serveis, 5 d'entitats de l'administració pública i 3 d'empreses classificades com a «altres activitats de serveis».
Dels 13 establiments de servei als particulars que hi havia el 2009, 1 era una oficina de correu, 1 funerària, 2 tallers de reparació d'automòbils i de material agrícola, 2 paletes, 2 lampisteries, 1 perruqueria, 2 restaurants i 2 agències immobiliàries.
Dels 2 establiments comercials que hi havia el 2009, 1 era una botiga de més de 120 m² i 1 una botiga de menys de 120 m².
L'any 2000 a Bourg-et-Comin hi havia 3 explotacions agrícoles que ocupaven un total de 201 hectàrees.

## Equipaments sanitaris i escolars
L'únic equipament sanitari que hi havia el 2009 era una farmàcia.
El 2009 hi havia una escola elemental.

## Poblacions més properes
El següent diagrama mostra les poblacions més properes.